# Kaolack (regio)
Kaolack is een van de veertien regio's van Senegal en ligt in het centraal-zuidwesten van het land. Anno 2001 telde de regio 686.349 inwoners. Kaolack is 4157 km² groot en heeft het gelijknamige Kaolack als hoofdplaats. De regio Kaolack ontstond op 24 maart 1984 bij de splitsing van de voormalige regio Sine-Saloum in de regio's Kaolack en Fatick.

## Geografie
De rivier de Saloum stroomt van oost naar west door de regio.

### Grenzen
De regio Kaolack grenst aan twee divisies van Gambia in het zuiden:
- North Bank in het zuidwesten.
- Central River in het zuidoosten.

Verder grenst de regio aan drie andere regio's van Senegal:
- Fatick in het westen en het noordwesten.
- Louga in het noordoosten.
- Kaffrine in het oosten.

## Departementen
De regio is verder verdeeld in drie departementen:
- Guinguinéo
- Kaolack
- Nioro du Rip

Tot februari 2008 waren ook de departementen Kaffrine en Koungheul onderdeel van de regio Kaolack. Deze vormen sindsdien de regio Kaffrine.
Dakar ·
Diourbel ·
Fatick ·
Kaffrine ·
Kaolack ·
Kédougou ·
Kolda ·
Louga ·
Matam ·
Saint-Louis ·
Sédhiou ·
Tambacounda ·
Thiès ·
Ziguinchor